# Ruine Werrach
Die Ruine Werrach, auch Wehr und von den Ortsansässigen meist Schlössle genannt, ist die Ruine einer Höhenburg auf einem Hügel, etwa 50 Meter über der Talsohle der Wehra am Ausgang des Wehratals oberhalb der Stadt Wehr im Landkreis Waldshut in Baden-Württemberg.

## Beschreibung
Die Hauptburg hat eine rechteckige Form die etwa fünfzig mal fünfundzwanzig Meter misst. Die Ecken im Süden der Anlage waren mit Rundtürmen versehen, von denen sich Reste des von dem an der Süd-West-Ecke befindlichen Rundturms, erhalten haben. Der Palas befand sich im Anschluss an den Rundturm im Süd-Osten. Die Mauern der Hauptburg sind stellenweise bis sechs Meter hoch und haben eine Mauerstärke von bis zu 2,5 Metern. Ein zweiter Mauergürtel, mit Ausnahme am südlichen Teil, umgab die Hauptburg deren ursprünglicher Zugang von Süd-Osten her mit einem äußeren Tor abgesichert war. Der Zugang zur Hauptburg, welche zusätzlich mit einem inneren Tor versehen war, befand sich im Osten.

### Vorgelagertes Verteidigungswerk
Der Hügel, auf dem die Burg errichtet war und der nach drei Seiten steil abfällt, bot einen natürlichen Schutz vor Angreifern. Zusätzlich wurde die Burg mit einem Halsgraben im Norden und Süden verstärkt.
Heute sind von der ehemaligen Burganlage noch stattliche Reste der Außenmauern des Burghofes erhalten.

## Geschichte

### Die Herren von Wehr / Werrach

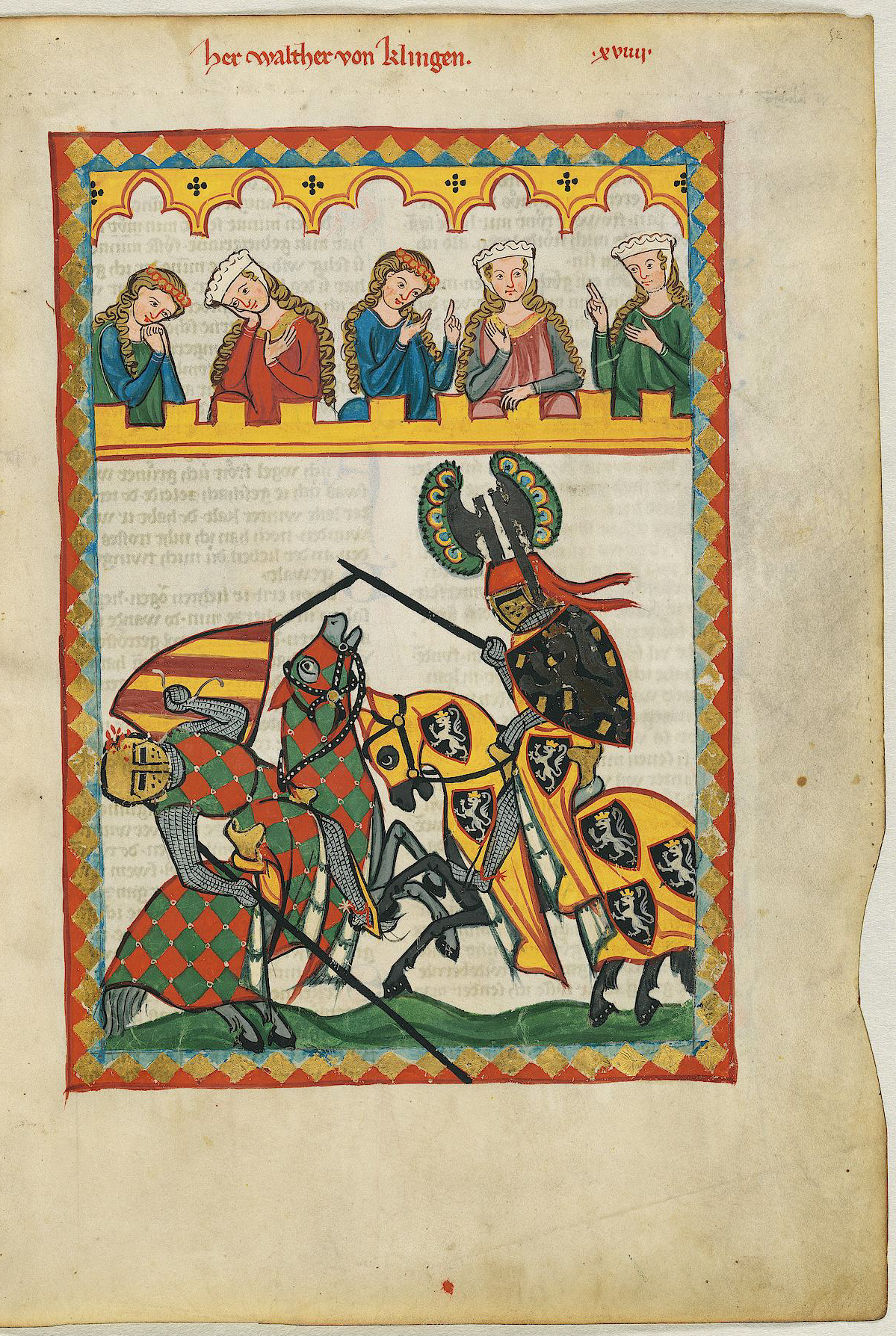
Walther von Klingen in der Manessischen Liederhandschrift

Als Erbauer der Burg, die vermutlich schon im 12. Jahrhundert errichtet wurde, vermutete Rudolf Metz die Herren von Wehr. Zwischen 1092 und 1132 bezeugte ein Adalgoz von Wehr zusammen mit Mitgliedern des Hochadels diverse Güterübertragungen.
Vor 1100 hatte der Bischof von Basel, Burkhard von Fenis, die Vogtei über das Kloster St. Blasien dem Adalgoz übertragen. Seine Amtsführung gab den Anlass, dass die Basler Vogteirechte über das Kloster 1125 aufgehoben wurden.
St. Blasien erwählte sich stattdessen den Zähringer Herzog Konrad zum Kastvogt.

### Die Herren von Klingen
Danach befand sich die Anlage im Besitz des Ulrich II. von Klingen (belegt 1227–1248), dem sie vermutlich mit den Erbgütern seiner Frau Ita von Tegerfelden zugefallen war. Erbe wurde 1250 der Sohn, der bekannte Minnesänger Walther von Klingen. In der Fehde zwischen Rudolf von Habsburg und dem Basler Bischof, in dessen Hand sich die Burg befand, wurde die Anlage im Jahre 1256 belagert und anschließend zerstört. Der Basler Bischof Heinrich von Neuenburg (1263–1274) ließ die Burg wieder aufbauen, doch kurz nach der Fertigstellung wurde sie 1272 erneut von Rudolf von Habsburg eingenommen, jedoch diesmal nicht wieder zerstört. Somit kamen Burg, Herrschaft und Dorf Wehr an das Haus Habsburg.

### Das Haus Habsburg
Von der Eroberung 1272 bis zum Übergang an das Großherzogtum Baden 1805 verblieb die Landeshoheit über Wehr bei den Habsburgern, die allerdings Wehr als Lehen weitergaben.
Im 13. und 14. Jahrhundert mehrfach verpfändet tritt zu Anfang des 14. Jahrhunderts das aufstrebende Patriziergeschlecht Vasolt als Vögte der Herrschaft Wehr auf. Im Jahre 1346 erhielt Ritter Johannes von Staufen die Burg Wehr als Lehen auf Lebzeit. Die Markgrafen von Rötteln erlangten im Jahre 1363 das Pfandrecht über die Burg.

#### Die Herren von Schönau
1365 erwarb Rudolf von Schönau, genannt Hürus, der 1386 bei der Schlacht bei Sempach fiel, für 1800 flandrische Gulden Burg und Herrschaft Wehr, die danach bis 1805 in deren Händen verblieb.
Die 1668 in den Freiherrenstand erhobenen Herren von Schönau bauten sich später ein Schloss, das Alte Schloss Wehr, unterhalb der Burg. Ab dem 16. Jahrhundert verfiel die Burg und wurde als Steinbruch genutzt.